# Allen Iverson
Allen Ezail Iverson, ameriški košarkar, * 7. junij 1975, Hampton, Virginija, Združene države Amerike.
Allen Iverson je nekdanji košarkar v ligi NBA. V svetu košarke je znan kot eden najbolj kontroverznih igralcev vseh časov. Po dveh letih igranja na Univerzi Georgetown je bil leta 1996 kot prvi izbran na NBA naboru leta 1996 s strani Philadelphia 76ers. Tako je postal najmanjši igralec v zgodovini lige NBA s častjo prvega izbora. V prvem letu igranja si je prislužil laskavi naziv novinca leta. Sledilo je še 16 sezon igranja v NBA, v katerih je dvakrat prejel naziv najkoristnejšega igralca lige. Po igranju košarke v Ameriki se je preselil v Turčijo, kjer je eno sezono zaigral za ekipo Beşiktaş v prvi Turški košarkarski ligi TBL.
Svojo upokojitev od košarke je naznanil 30. oktobra 2013.

## Zgodnje življenje
Allen Iverson je bil rojen 7. junija 1975 v Virginiji. Njegovi mati Ann Iverson je takrat bila stara komaj 15 let. 
Njegova športna pot se je začela že v srednji šoli, kjer je igral tako košarko kot Ameriški nogomet. Svojo ekipo je pripeljal do državnega naslova v obeh športih. Njegove želje so bile zaigrati v NFL, najelitnejši ligi ameriškega nogometa. Košarka je takrat bila komaj na drugem mestu.
Leta 1993 se je na Valentinovo njegovo življenje popolnoma spremenilo. S svojimi prijatelji se je dobil na ulici, kjer so se nato zapletli v množični pretep. Iverson je trdil, da je pobegnil takoj ob začetku pretepa, a mu policija ni verjela. Na sojenju, ki se je odvijal julija leta 1993, je bil obsojen na pet let zaporne kazni. Sam je verjel, da bo kazen razveljavljena, a je vseeno že zamudil začetek sezone ameriškega nogometa in tako nogometna štipendija na univerzi ni bila več mogoča. Decembra istega leta je guverner Virginije Iversona pomilostil. 
Po pomilostitvi se Allen Iverson ni odločil za nadaljevanje srednješolske poti v Bethel High School. Svojo srednješolsko diplomo je pridobil z inštruktorjem. Medtem je njegovi mati kontaktirala košarkarskega trenerja John Thompsona na Univerzi Georgetown. Po pogovoru z Iversonom mu je ponudil košarkarsko štipendijo. Po dveh letih igranja na univerzi, se je Allen Iverson odločil, da prestopi v najelitnejšo košarkarsko ligo na svetu. 

## Profesionalna kariera

### Philadelphia 76ers (1996-2006)

#### Zgodnja leta (1996-2000)
Leta 1996 je bil na NBA naboru izbran kot prvi iz strani moštva Philadelphia 76ers za katerega je igral vse do leta 2006. Že v svoji krstni sezoni je dokazal zakaj je bil izbran kot prvi med vsemi in si s sijajnimi predstavami prislužil izbor v moštvo novincev na prireditvi NBA All-Stars in za povrhu vsega še nagrado NBA novinec leta. V njegovi prvi sezoni je imel na tekmo v povprečju 23,5 točk, 7,5 podaj in 2,1 ukradenih žog. Njegova ekipa je kljub njegovim izjemnim predstavam imela le 22 zmag in 60 porazov.
V naslednji sezoni je Iverson svojo igro izboljšal in vodil svojo ekipo do 31 zmag in 51 porazov. To še vseeno ni zadostovalo za končnico.
V skrajšani sezoni 1998-1999 je Iverson svoje povprečje točk na tekmo zvišal na 26,8, kar mu je prineslo prvi naslov najboljšega strelca lige. To leto se je prvič uvrstil v končnico, kjer so v prvem krogu presenetljivo premagali ekipo Orlando Magic. V naslednjem krogu je njegova ekipa bila izločena s strani Indiana Pacers. 
V njegovi četrti sezoni se je Iverson še posebej izkazal. Pred začetkom sezone je podpisal pogodbo, ki mu je prinesla 70 milijonov dolarjev v naslednjih šestih letih. Philadelphia je to leto končala na petem mestu vzhodne konference. To sezono je Iverson prvič zaigral na Tekmi vseh zvezd - NBA All-Star.  V prvem krogu končnice so izločili ekipo Charlotte Hornets, a nato spet izgubili proti Indiana Pacersom. 

#### Najuspešnejša leta (2000-2006)
V sezoni 2000-2001 je Allen Iverson svojo ekipo popeljal do kar 56 zmag in samo 26 porazov. To je bilo leto, ko je bil Iverson na vrhuncu svoje kariere, s povprečjem 31,1 točk na tekmo, kar mu je prineslo že drugi naziv najboljšega strelca v ligi. Na koncu sezone je prejel tudi nagrado za najkoristnejšega igralca lige - MVP. V prvem krogu končnice so zaigrali proti ekipi Indiana Pacers, a jim je v tretje jih uspelo izločiti. V drugem krogu končnice se je Allen Iverson pomeril proti takrat izvrstnemu Vince Carteru, kjer sta skupaj trikrat preseglo mejo 50 doseženih točk. Philadelphia se je s težavo uvrstila v finale vzhodne konference, kjer so premagali Milwaukee Bucks in se tako uvrstili v veliki finale lige NBA. V finalu je Iversona le ustavil takrat neustavljivi dvojec Kobe Bryant in Shaquille O'Neal. Lakersi so slavili z rezultatom 4-1 v zmagah.
Naslednji dve sezoni sta bili v veliko razočaranje za navijače Philadelphie. Po uvrstitvi v veliki finale, so vsi imeli visoka pričakovanja, a so se že v uvodnih krogih končnice sanje razblinile. Iverson je nadaljeval s svojo vrhunsko predstavo in v sezoni 2001-2002 s povprečjem 31,4 točk na tekmo že tretjič osvojil naslov najboljšega strelca. A njegova vrhunska igra ni bila dovolj za uresničitev njegovih sanj. 
Po dveh razočaranih sezonah je bilo samo še huje. Philadelphia 76ers je v sezoni 2003-2004 zamenjala trenerja, ki pa se z Iversonom nikoli nista ujela. Sledili so prepiri na treningih in tudi izven njih. Iverson je tako zamudil rekordnih 34 tekem, na tekmah, ki pa je igral, pa tudi ni blestel. Tako je Iverson po nekaj zaporednih letih spet zamudil končnico.
V sezoni 2004-2005 je Iverson spet dobil novega trenerja. V ekipo je še dobil kopico mladih neizkušenih igralcev in je tako večino bremena bilo na njegovih ramenih. Tako je to sezono ponovno eksplodiral in je v povprečju na tekmo dosegel 30,7 točk in 7,9 podaj. Philadelphia se je tako spet uvrstila v končnico, a nato izpadla že v prvem krogu proti poznejšim prvakom Detroit Pistonsom.
V sezoni 2005-2006 je Philadelphia spet zamenjala trenerja. To sezono je Iverson dosegal kar 33 točk na tekmo, kar je takoj pri vrhu v sami zgodovini lige NBA. A kljub strelsko zelo uspešni sezoni Iversona, se Philadelphii ni uspelo uvrstiti v končnico. Kar je prineslo veliko razočaranje med navijači in tudi vodstvom kluba, ki so že začeli razmišljati o prenovi ekipe. 
V sezoni 2006-2007 je po začetku sezone Allen Iverson izrazil željo, da ga zamenjajo k drugi ekipi. Tako je po desetih letih igranja za Philadelphio 76ers, kjer je postavil rekord po število točk na tekmo in postal tudi drugi najboljši strelec vseh časov te franšize. Tako je decembra 2006 odšel v ekipo Denver Nuggets.

### Sezone pri različnih klubih (2006-2010)
Allen Iverson je decembra 2006 zapustil Philadelphio in odšel v Denver, kjer je združil moči s Carmelo Anthony-jem. Tako se je začelo njegovo seljenje po različnih klubih. Za Denver Nuggetse je igral do novembra leta 2008. V tem času je z Denverjem prišel v končnico, a izpadel že v prvem krogu proti San Antonio Spurs.
Novembra 2008 je zapustil Denver in se preselil v Detroit, kjer je zaigral za Detroit Pistons. Za njih je igral eno leto, v katerem je imel veliko težav s poškodbami hrbta.
Septembra 2009 je podpisal enoletno pogodbo z Memphis Grizzlies. Za njih je odigral samo tri tekme, nato pa ekipo zapustil zaradi osebnega nezadovoljstva. 
Decembra istega leta se je vrnil v svoj matični klub in podpisal s Philadelphio 76ers. Za njih je igral do februarja 2010, nato pa jih zapustil. Za razlog je navedel zdravstvene težave svoje hčerke. Tako je končal s svojim nastopanjem v ligi NBA. 
Oktobra 2010 je Iverson zapustil ZDA in se preselil v Turčijo, kjer je zaigral za turški Beşiktaş. Za njih je odigral samo deset tekem, nato pa se vrnil v ZDA.

### Reprezentanca ZDA
Z reprezentanco ZDA je Iverson nastopal na številnih največjih tekmovanjih. Na OI 2004 je z njo osvojil bronasto medaljo, kar pa je za Američane bil le obliž na rano potem, ko se jim ni uspelo uvrstiti v finale - v polfinalu jih je premagala Argentina z 89 : 81, ki je kasneje tudi zmagala.

### Upokojitev
Allen Iverson je 30. oktobra 2013 uradno naznanil svojo upokojitev od profesionalnega igranje košarke. Upokojitev je potekala na prvi domači tekmi Philadelphie 76ers v sezoni 2013-2014. Upokojitve se je udeležil tudi njegov bivši trener iz Univerze Georgetown in legenda kluba Julius Erving.